# شهرستان کاراایدلسکی
شهرستان کاراایدلسکی (به لاتین: Karaidelsky District) یک شهرستان در روسیه است که در باشقیرستان واقع شده‌است.